# Марченко Олександр Олександрович
Марченко Олександр Олександрович (14 січня 1965 , Рибчинці, Українська РСР  — 6 березня 2022 , Мощун, Київська область, Україна ) — український підприємець та політичний діяч, народний депутат України 8-го скликання.
Освіта вища. Був генеральним директором ТДВ «Білоцерківський кар'єр», членом політичної партії ВО «Свобода». Жив у місті Біла Церква, Київська область.
З 27 листопада 2014 року по 29 серпня 2019 року — народний депутат України, обраний по Виборчому округу № 90, Київська область. Був головою підкомітету з питань будівництва та архітектури Комітету Верховної Ради України з питань будівництва, містобудування і житлово-комунального господарства.

## У політиці
На виборах до Верховної Ради України 2012 року балотувався в окрузі № 90 (Біла Церква) від ВО «Свобода». За даними мокрих протоколів виборчих дільниць здобув перемогу на окрузі, випередивши провладного кандидата Віталія Чудновського, однак через фальсифікацію результатів на користь останнього окружною виборчою комісією так і не став депутатом попри судове оскарження фальсифікацій. На доцільність визнання результатів виборів недійсними на окрузі № 90 у той час вказували зокрема заступниця голови ЦВК Жанна Усенко-Чорна та місія спостерігачів Світового конґресу Українців.
На позачергових парламентських виборах в Україні 2014 року знову балотувався за округом № 90 від ВО «Свобода», де здобув перемогу, отримавши 23,66 % голосів. Другий результат після Олександра Марченка здобув чинний на час виборів голова Київської обласної ради Микола Бабенко, висунутий партією «Блок Петра Порошенка», який отримав 20,60 % голосів.
Був головою підкомітету з питань будівництва та архітектури Комітету Верховної Ради України з питань будівництва, містобудування і житлово-комунального господарства.
Був учасником комбатантського об'єднання «Легіон Свободи». У 2014 році був бійцем 72-ї бригади. 10 серпня 2014 року внаслідок обстрілу українських позицій системою «Смерч» був поранений під Красним Лучем.
У травні 2015 року журналіст телеканалу «Інтер» Роман Бочкала випадково натрапив на Олександра Марченка у зоні АТО. Депутат працював на екскаваторі, облаштовуючи на передовій укріпрайон.

## Політичні погляди
Виступав за:
- скасування депутатської, суддівської та президентської недоторканності щодо кримінальних і економічних злочинів;
- скорочення та перебудову правоохоронних органів за грузинським зразком;
- спрощення податкової та дозвільної систем, зменшення бюрократії;
- відродження українського виробництва;
- встановлення візового режиму з Російською Федерацією та безвізового з Європейським Союзом.

## Смерть
З 2014 року Олександр Марченко захищав Україну у складі 72-ї ОМБр ім. Чорних Запорожців. Отримав позивний «Каменяр». Загинув 6 березня 2022 року у селищі Мощун, відбиваючи атаку російських загарбників на Київ. Згідно з повідомленнями, в цей день Олександр Марченко разом з іншими трьома бійцями прикривали відступ товаришів. 3 квітня 2022 року похований у місті Біла Церква, на кладовищі «Сухий яр» на Алеї Героїв.

## Вшанування пам'яті
- 28 липня 2022 року у місті Біла Церква вулицю Чайковського перейменували на вулицю Олександра Марченка.
- книга Миколи Дороша «Його позивний − „Каменяр“». — Вінниця: ТОВ «Меркьюрі-Поділля», 2023. — 104 с.[17]

## Відзнаки та нагороди
- У квітні 2019 року відзначений медаллю «За оборону Авдіївки».[12]